# Herclijja
Herclijja (hebr. הרצליה; arab. هرتسليا; ang. Herzliya) – miasto położone w Dystrykcie Tel Awiwu w Izraelu. Leży na równinie Szaron nad Morzem Śródziemnym, w zespole miejskim Gusz Dan.

## Położenie

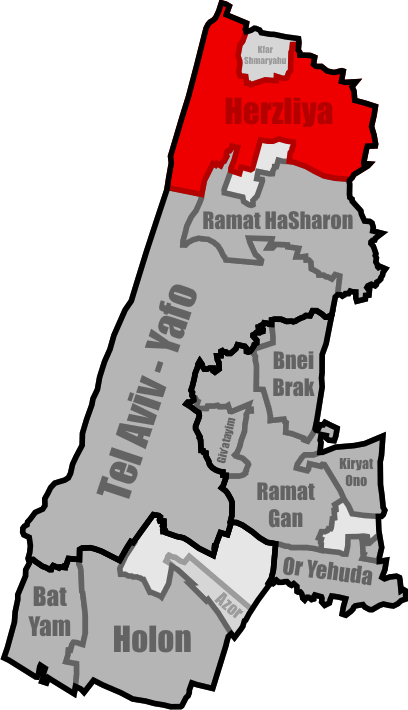
Lokalizacja Herclijji w metropolii Gusz Dan

Herclijja jest położone na kontynencie azjatyckim, na wschodnim wybrzeżu Morza Śródziemnego 32°09′15″N 34°50′41″E/32,154167 34,844722. Miasto leży na nadmorskiej równinie Szaron, na historycznej drodze lądowej łączącej Europę, Azję i Afrykę.
Leży w otoczeniu miast Tel Awiwu, Ramat Ha-Szaron, Hod Ha-Szaron i Ra’anana, miasteczka Kefar Szemarjahu, kibucu Gelil Jam, moszawów Giwat Chen i Riszpon.

### Podział administracyjny
W mieście znajdują się następujące osiedla: Neve Amirim, Shikun Darom, Gane Herclijja, Giv'at Ha-Perahim, Gordon, Neve Israel, Neve Amal, Yad Ha-Tish'a, Gan Rashal, Nahalat Ada, Me'onot Po'alim, Neve Oved, Weizman, Sha'ar Marinali, Shikun Hayalim Meshuhrarim, Shchunat Rivlin, Herclijja Pituah, Szikun ha-Progresiwim, Shikun Olim oraz Reshef Nof Yam.

## Środowisko naturalne
Miasto powstało na nadmorskich wydmach i stosunkowo mało żyznych gruntach. Podczas rozbudowy miasta teren został wyrównany i obecnie obszar miasta jest płaski, nie ma tutaj żadnych większych różnic wysokości.

### Klimat
Herclijja ma klimat śródziemnomorski, który charakteryzuje się gorącymi i wilgotnymi latami oraz chłodnymi i deszczowymi zimami. Wiosna rozpoczyna się w marcu, a w drugiej połowie maja rozpoczyna się lato. Średnia temperatura latem wynosi 26 °C, a zimą 12 °C (średnia z lat 1988–2000). Opady śniegu są rzadkością, ale zdarza się spadek temperatury do 5 °C. Największe opady deszczu występują pomiędzy październikiem a kwietniem. Suma rocznych opadów atmosferycznych wynosi 530 mm.

## Demografia
Zgodnie z danymi Izraelskiego Centrum Danych Statystycznych w 2009 roku w mieście żyło 84,9 tys. mieszkańców, w tym 96,3% stanowili Żydzi, a 3,7% inne narodowości. Badania jakości życia przeprowadzone w 2008 umieściły Herzliję na drugim miejscu spośród piętnastu największych miast Izraela.
Centralne Biuro Statystyki Izraela umieściło mieszkańców Herzlijji wśród najbogatszych mieszkańców Izraela. W latach 2003–2005 średnia miesięczna płaca w mieście wynosiła 5790 NIS, co stanowiło płacę wyższą o 1000 NIS od średniej płacy w kraju. Istnieje jednak duża dysproporcja pomiędzy zarobkami w dzielnicach robotniczych a ekskluzywną dzielnicą Herclijja Pituah.
Populacja miasta pod względem wieku:
| Wiek (w latach) | Procent populacji w % |
| --------------- | --------------------- |
| 0-4             | 6,9%                  |
| 5-9             | 6,0%                  |
| 10-14           | 5,9%                  |
| 15-19           | 6,7%                  |
| 20-29           | 15,3%                 |
| 30-44           | 18,9%                 |
| 45-59           | 20,7%                 |
| ponad 60        | 19,6%                 |

Źródło danych: Central Bureau of Statistics.

## Historia
W Starożytności znajdowało się tutaj miasto Arsuf (hebr.: ארסוף). Było ono położone na północ od współczesnego miasta, na skalistym klifie wychodzącym w morze. Zostało założone przez Fenicjan około VI-V wieku p.n.e. Nazwa odnosiła się do kananejskiego boga Rosefa (bóg żyzności i krainy cieni). Miasto było ośrodkiem produkcji i handlu fioletowego barwnika, który Fenicjanie sprzedawali w rejonie Morza Egejskiego. W okresie hellenistycznym istniał tu ważny port morski Apollonia (hebr. אפולוניה – Grecy utożsamiali kananejskiego boga Rodefa ze swoim Apollem). Pod panowaniem rzymskim miasto rozrosło się i nabrało dużego strategicznego znaczenia, jako ważny ośrodek rzemieślniczo-handlowy położony na przybrzeżnym szlaku handlowym Via Maris. W 113 miasto zostało częściowo zniszczone przez trzęsienie ziemi, ale szybko je odbudowano. Rozwojowi miasta sprzyjał port morski i rozwój powiązań handlowych z Afryką Północną i Włochami.

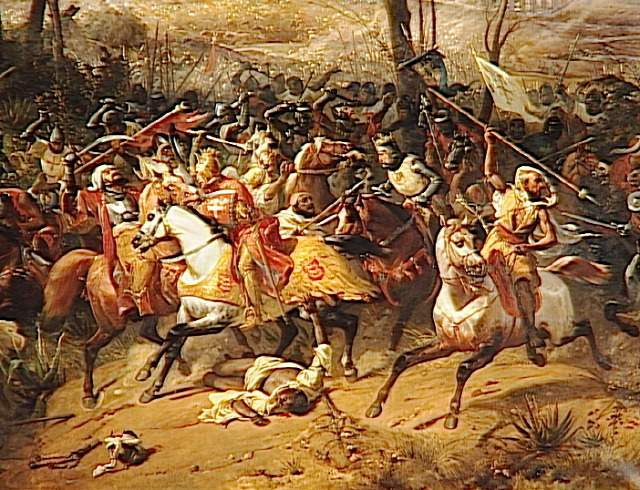
Bitwa pod Arsuf – 1191

Na przełomie V-VI wieku pod panowaniem Bizancjum miasto rozrosło się i było drugim po Cezarei najludniejszym miastem na równinie Szaron. Dobrze prosperował tutaj przemysł szklany oraz istniał kościół.
W 640 miasteczko zostało zajęte przez Arabów, którzy przywrócili jego semicką nazwę Arsuf. Po raz pierwszy wybudowano wówczas mury obronne miasta. W 809 roku Muzułmanie wymordowali tutejszą społeczność Samarytan i zburzyli ich synagogę. W 1101 miasto zdobyli krzyżowcy, którzy nazwali je Arsur. Następnie w 1187 Arabowie odbili je, aby 7 września 1191 po bitwie pod Arsuf ponownie zajęli je krzyżowcy. W 1265 roku, po 40 dniach oblężenia Mamelucy zdobyli i doszczętnie zniszczyli Arsuf. Miasto nie zostało już odbudowane.
Współczesna osada została założona w 1924 przez siedem żydowskich rodzin imigrantów z Europy, które utworzyły tutaj rolniczy moszaw. Po Wojnie o Niepodległość w 1948 roku Agencja Żydowska sprowadziła z Niemiec do Izraela dużą liczbę małych drewnianych domków, które pochodziły z wojskowych koszar. Wiele z nich ulokowano właśnie w Herclijji, do której zaczęli masowo napływać nowi imigranci. Żyli oni w bardzo trudnych warunkach, pracując nad rozbudową osady, która w 1960 otrzymała prawa miejskie.

### Nazwa
Miasto nazwano na cześć Teodora Herzla, twórcy współczesnego syjonizmu.

## Polityka
| Burmistrz          | Lata sprawowania urzędu |
| ------------------ | ----------------------- |
| Avraham Hirsch     | 1937–1938               |
| Shimon Ze’ev Levin | 1938-1943               |
| Ben Zion Mikhaeli  | 1943-1960               |
| Pesah Yifher       | 1960–1966               |
| Natan Rozental     | 1966-1967               |
| Yosef Navo         | 1969-1983               |
| Eli Landau         | 1983-1998               |
| Yael German        | 1998-2013               |
| Moshe Fadlon       | 2013-nadal              |

Herzlija jest rządzone przez Radę Miejską, która jest wybierana na pięcioletnią kadencję na drodze bezpośrednich proporcjonalnych wyborów. Prawo wyborcze posiadają wszyscy izraelscy obywatele posiadający co najmniej 18 lat życia i mieszkający co najmniej jeden rok w mieście.
Miejskie władze samorządowe są odpowiedzialne za świadczenia socjalne, programy społeczne, infrastrukturę publiczną, urbanistykę, edukację, kulturę, turystykę i inne lokalne sprawy.
W Herzliji pochowano słynnego "łowcę nazistów" – Szymona Wiesenthala (zmarł 20 września 2005 r.).

## Architektura

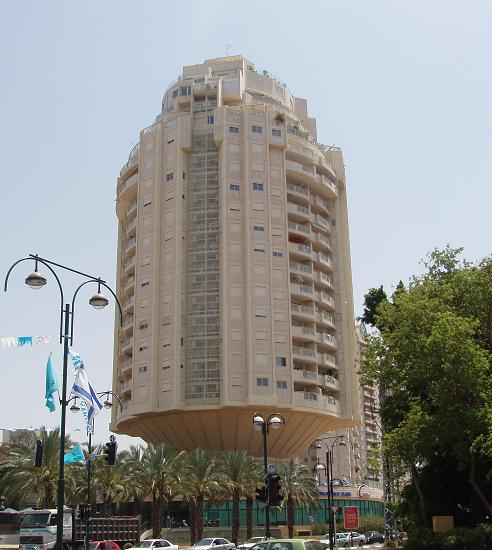
Budynek mieszkalny w Herclijji

Miasto Herzlijja jest rozciągnięte na dużej powierzchni 21,6 km² i wyraźnie dzieli się na dwie części:
- w zachodniej części miasta leży nadmorska dzielnica Herzlija Pituach, która jest miejscem zamieszkania wielu dyplomatów i bogatych Izraelczyków. Znajdują się tutaj plaże i położone nad nimi kompleksy hotelowe[11].
- w części środkowej miasta przebiega linia kolejowa łącząca Tel Awiw z Hajfą. Jest tu także duży kompleks obiektów sportowych oraz lotnisko Herzlijja.
- w części wschodniej, położonej w głębi lądu, znajduje się centrum Herclijji z największymi osiedlami mieszkaniowymi. W południowym skraju tej części miasta w latach 1998–2003 wybudowano skupisko drapaczy chmur Tzamarot. W sumie jest to skupisko ośmiu wieżowców, o wysokości 79 metrów każdy[12].

### Zabytki

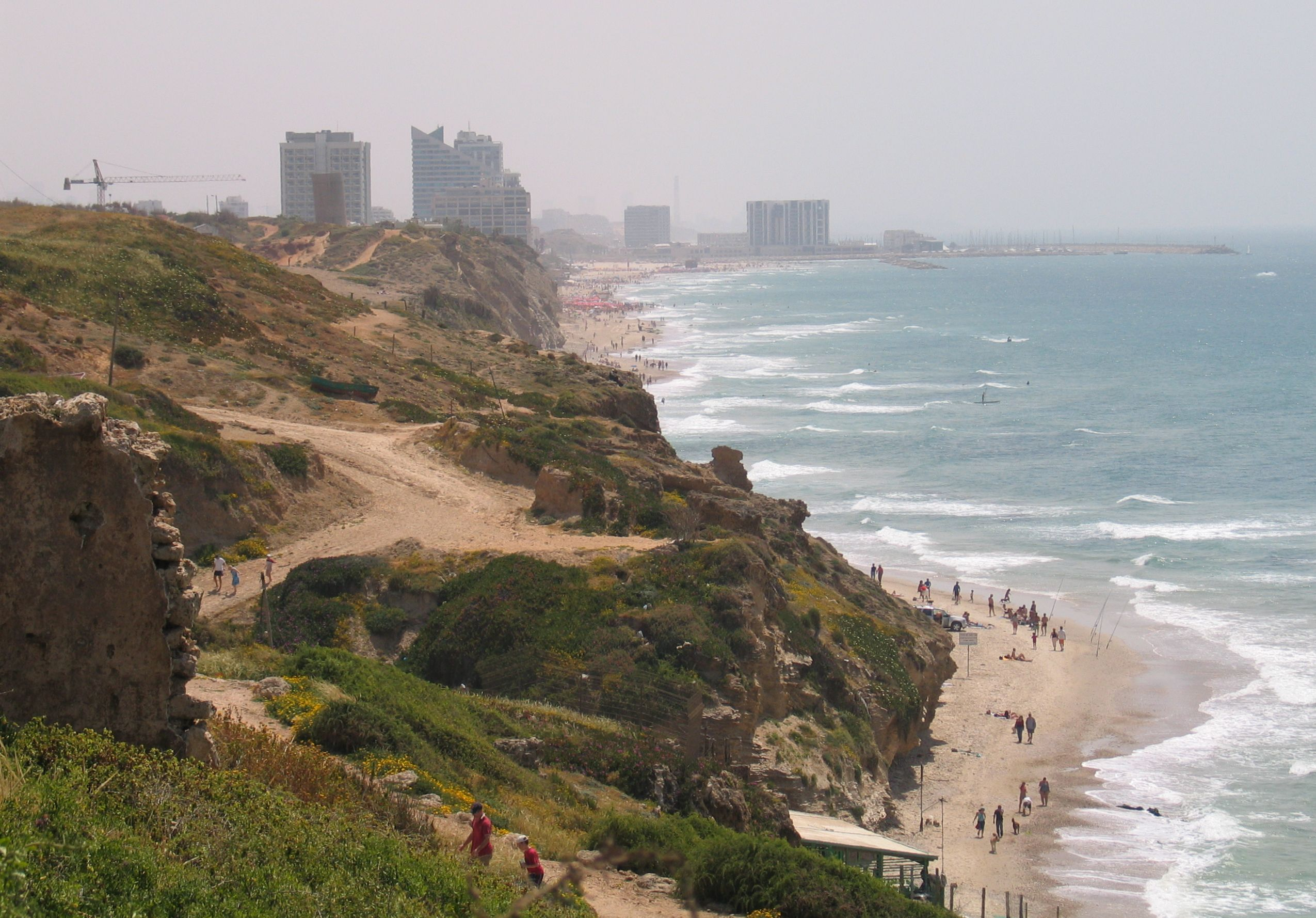
Park Narodowy Apollonia. W tle widok na Herzlija Pituach

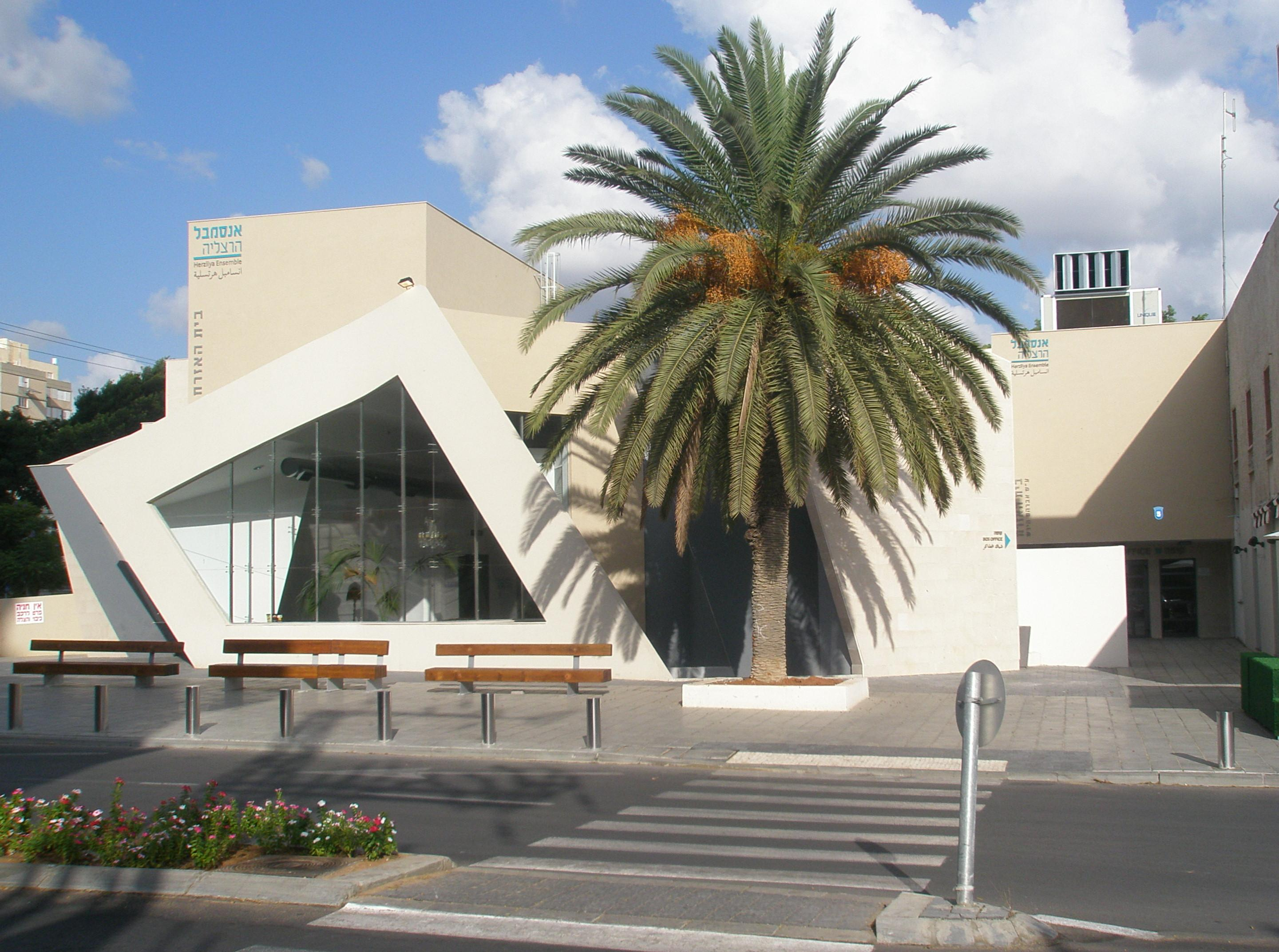
Nowe budownictwo Herclijji

Na północnych obrzeżach miasta utworzono w 2002 Park Narodowy Apollonia, zwany także Tel Arsuf. To właśnie w tym miejscu w 1191 krzyżowcy odnieśli decydujące zwycięstwo i założyli fortecę Apollonia. Jednakże wzgórze było zamieszkane już dużo wcześniej i teren wykopalisk archeologicznych jest objęty ochroną przez park narodowy. Na północ od parku znajduje się wioska Arsuf.

## Kultura
W mieście swoje siedziby mają liczne kina, teatry, muzea i ośrodki kultury. Wyjątkowym miejscem jest Muzeum Sztuki Współczesnej Herclijji, w którym każdego roku przedstawiane są cztery cykle wystawowe prezentując około pięćdziesięciu prac, które są związane z aktualnymi wydarzeniami społecznymi i politycznymi w Izraelu oraz na świecie. W 2008 w mieście otworzono nowoczesne centrum kinowe Herzliya Cinematheque.
Od 2000 Centrum Konferencyjne Herclijji jest miejscem dorocznych Konferencji w Herzlijji, w których uczestniczą najpoważniejsi izraelscy oraz międzynarodowi przywódcy. Na konferencji są obecni członkowie rządu, międzynarodowi dyplomaci, parlamentarzyści, ważne osobistości ze świata biznesu, naukowcy oraz przedstawiciele światowych mediów. Konferencje stały się okazją do przedstawiania celów izraelskiej polityki międzynarodowej. Przy okazji konferencji odbywają się liczne spotkania, rozmowy przywódców politycznych oraz dysputy publiczne.

## Media
W Herzlijji znajduje się największe w Izraelu studio telewizyjne i filmowe Herzliya Studios (Ulpanei Herzliya).

## Edukacja i nauka
Władze miejskie Herclijji wydają najwięcej środków finansowych na edukację ze wszystkich miast Izraela. Dzięki temu bardzo duża liczba uczniów szkół średnich może ubiegać się o stypendia naukowe na kontynuowanie nauki na studiach. W 2007 do Herclijji przeniósł się wydział studiów inżynierskich Uniwersytetu Telawiwskiego, co wywołało duże poruszenie w lokalnym systemie oświaty. Z jednej strony uczelnia przyciągnęła do miasta wybitnych i ambitnych studentów, z drugiej strony dyrektorzy lokalnych szkół średnich obawiają się zmniejszenia nakładów finansowych na ich szkoły.
W mieście działa również założony w 1994 prywatny college The Interdisciplinary Center (IDC) (hebr. המרכז הבינתחומי), który oferuje studentom studia licencjackie i przyznaje dyplomy z dziedziny zarządzania, prawa, informatyki i innych nauk. W college’u uczy się 3 tys. studentów licencjackich i 1,2 tys. studentów magisterskich. Uczą się oni na sześciu uczelniach: Szkoła Prawa Radzynera, Szkoła Businessu Arisona, Szkoła Informatyki Efi Arazi, Szkoła Rządzenia, Dyplomacji i Strategii Lauder, Szkoła Komunikacji Sammy Ofer, Nowa Szkoła Psychologii i Międzynarodowa Szkoła Raphael Recanati (wykłady w języku angielskim).
W mieście znajduje się także centrum edukacji religijnej Chabad Herzlijja.

## Turystyka

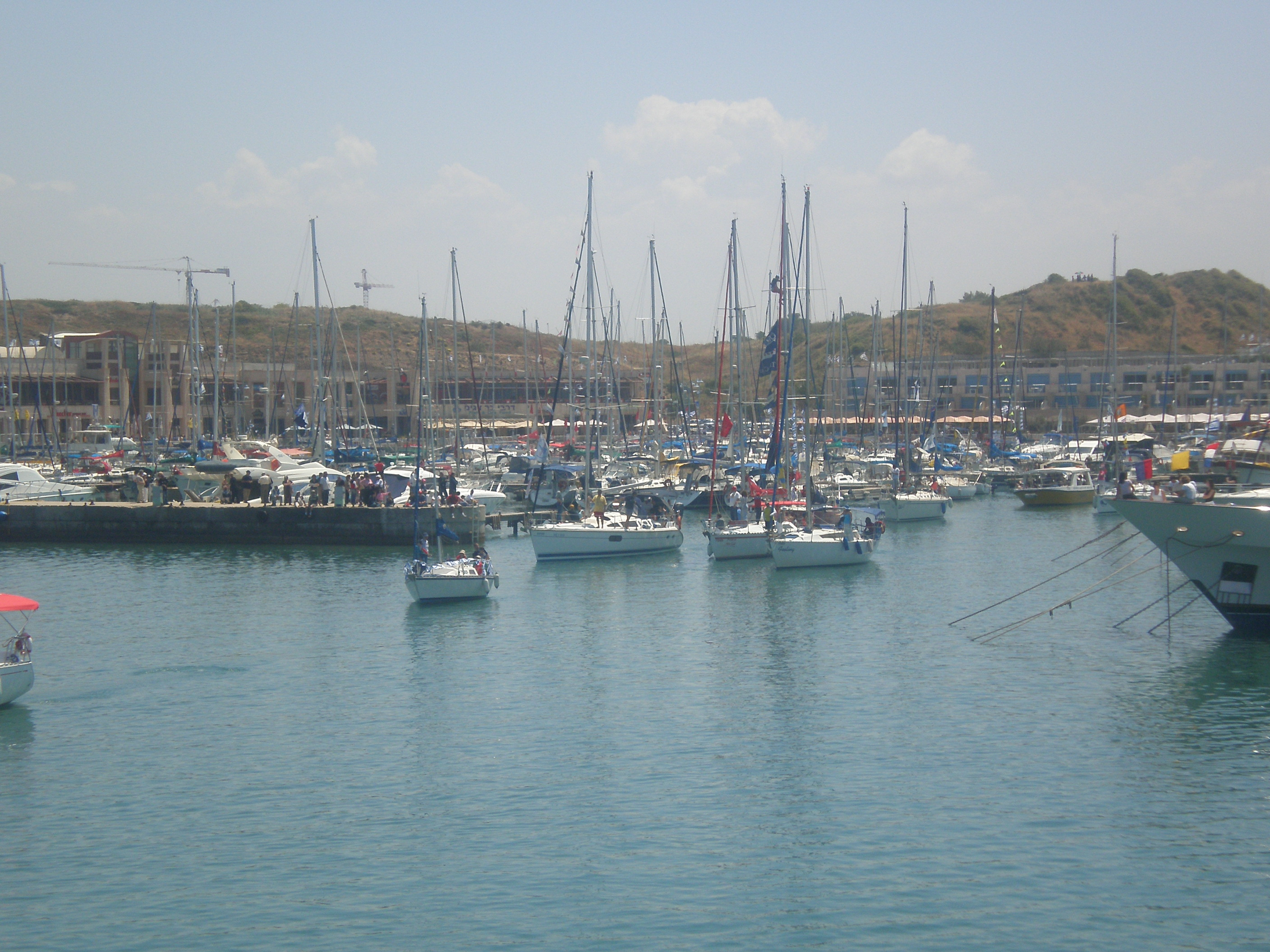
Marina w Herclijji

Tutejsze plaże słyną jako jedne z najlepszych w Izraelu. Znajdują się tu liczne ośrodki, w których można wypożyczyć sprzęt do uprawiania wszelakich sportów wodnych: surfing, windsurfing, kitesurfing, paralotnie i inne. Jedyną bezpłatną plażą jest plaża Sidna Ali, której nazwa pochodzi od położonego przy niej odnowionego meczetu Sidna Ali, wybudowanego pod koniec XII wieku. W połowie lat 80. XX wieku przy plaży wybudował swój dom pewien tynkarz Nissim Kahalon. Jego dom ma szczególny charakter, ponieważ jest wykuty w skale. Za niewielką opłatą można zwiedzić ten niezwykły dom.

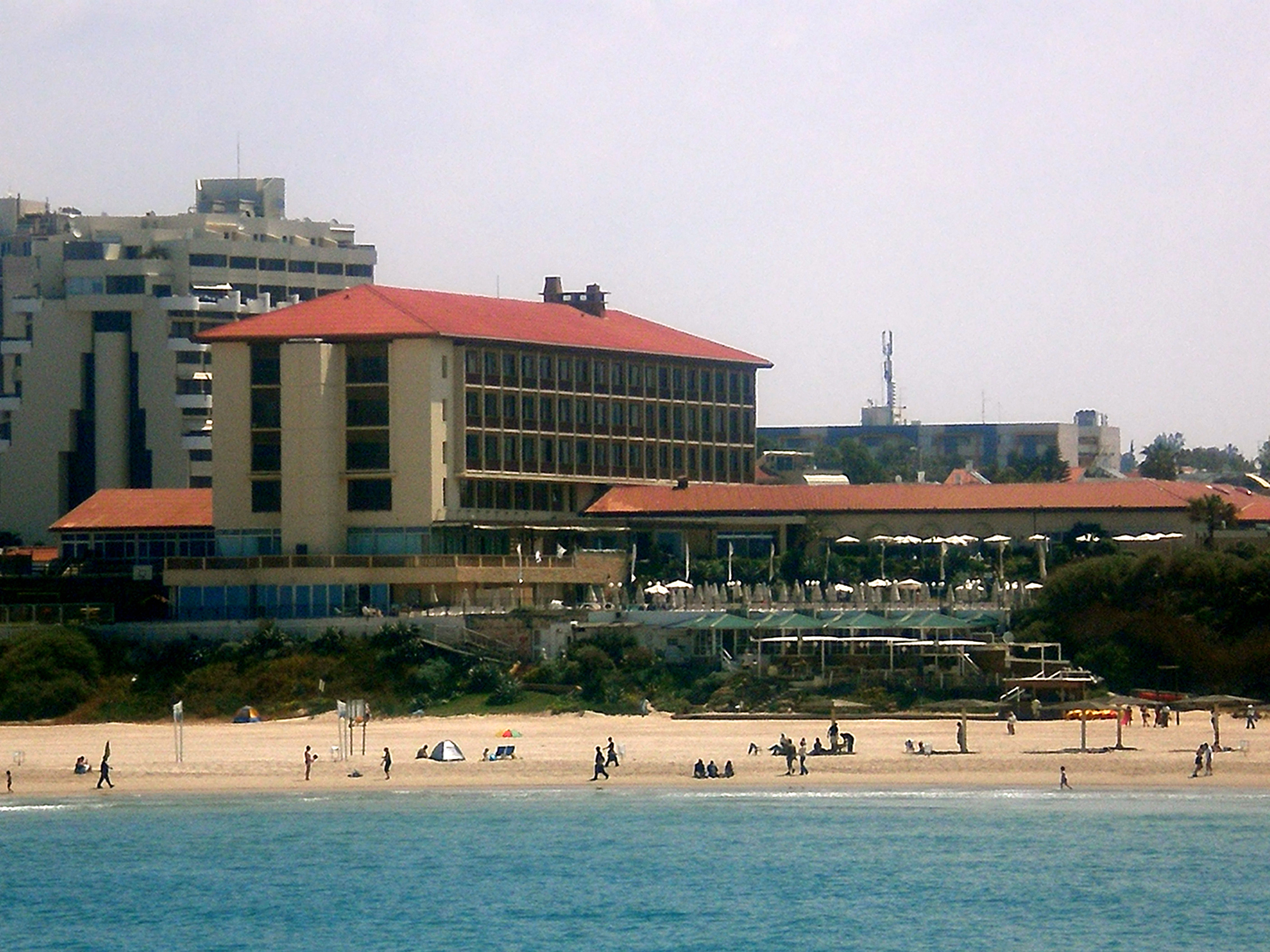
Hotel Dan Accadia w Herclijji

W 1995 wybudowano nowoczesną marinę z kompleksem rozrywkowo-handlowym, kinem i centrum handlowym. Jest to największa w Izraelu przystań, w której mogą cumować jachty o długości do 60 m i wyporności 50 t.

### Hotele
Przy nadbrzeżnej promenadzie rozlokowały się luksusowe hotelowe kompleksy z prywatnymi plażami i ogrodami. Najdroższym i najlepszym hotelem jest „Daniel”, którego oferta jest skierowana do bogatych biznesmenów. Głównym punktem orientacyjnym na plażach jest hotel „Sharon”, otoczony licznymi kawiarniami, barami i restauracjami. Hotel „Sharon” dysponuje własną plażą o nazwie Sharon, hotel „Daniel” ma plażę Dabush, hotel „Accadia” ma plażę Accadia itd. Generalnie w Herclijji nie ma tanich hoteli.

## Sport i rekreacja

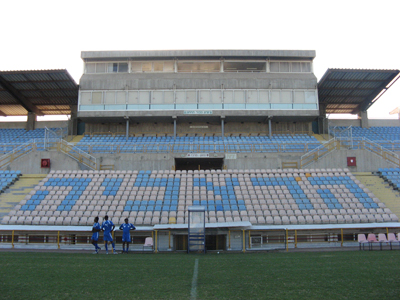
Stadion Herclijja w Herclijji

W mieście znajdują się dwa kluby piłkarskie: grający w drugiej lidze Maccabi Herclijja oraz grający w trzeciej lidze Hapoel Herclijja. Głównym stadionem miejskim jest wybudowany w 1962 Stadion Herclijja, który może pomieścić 8,1 tys. kibiców.
W mieście rozgrywki prowadzi także drużyna piłki ręcznej Bene Herclijja.
Dodatkowych rozrywek dostarczają korty tenisowe oraz klub golfowy, który posiada pole golfowe o długości 2700 metrów.

## Gospodarka
W południowo-zachodniej części Herclijji znajduje się strefa przemysłowa Herclijja Pituach, której roczny dochód sięga 300 mln $. Pochodzi stąd 25% izraelskiego eksportu towarów high-tech. W strefie znajdują się siedziby licznych międzynarodowych spółek, które tworzą izraelską Dolinę Krzemową. Znajdują się tutaj zakłady Hewlett-Packard, Microsoft, Motorola, IBM, Silicon Graphics, Sun Microsystems, eWave, Jacada, Matrix, New Applicom, SAP Manage, VCON Telecommunications i inne. Dodatkowo są tutaj zlokalizowane liczne ośrodki badawczo-naukowe, które pracują dla potrzeb przemysłu i obronności państwowej.

## Infrastruktura

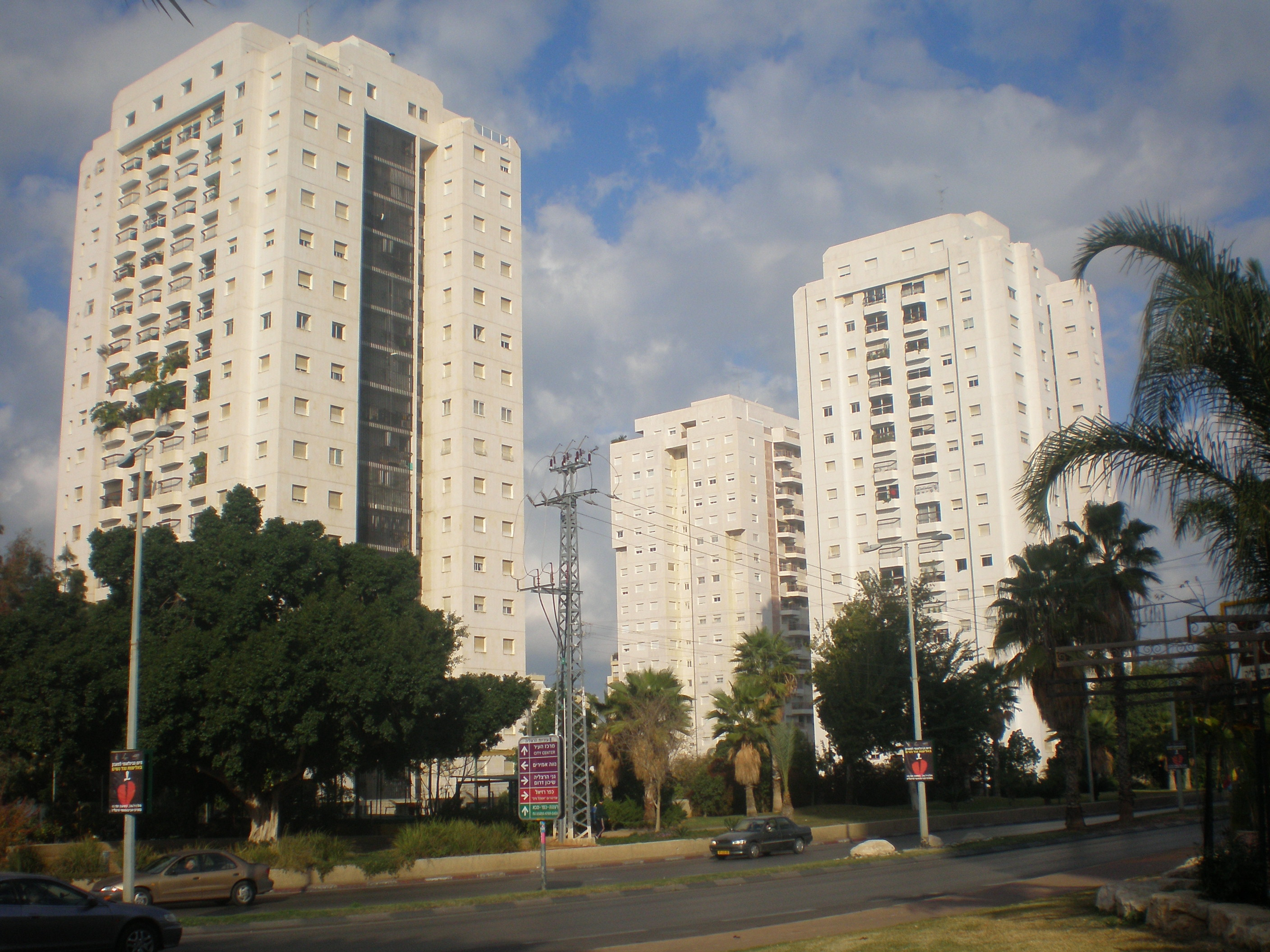
Osiedle Neve Amirim w Herclijji

Przy nadmorskiej promenadzie znajduje się prywatny szpital Herzliya Medical Centers, który dysponuje najnowocześniejszym sprzętem medycznym i jest uznawany za jeden z najlepszych szpitali w Izraelu.

## Transport
Przez miasto przebiega autostrada nr 2. Dodatkowo do południowej części miasta, w rejon strefy przemysłowej dochodzi autostrada nr 20. Obie autostrady są połączone węzłami drogowymi i drogą nr 541, którą można dojechać do miasta Ra’ananna. Z Herclijji wychodzi także droga nr 482, którą dojeżdża się do miasta Ramat ha-Szaron. Na południowych przedmieściach przebiega autostrada nr 5.
Transport jest obsługiwany przez autobusy. Centralny dworzec autobusowy znajduje się w śródmieściu. Będąc częścią aglomeracji miejskiej Gusz Dan, wszystkie linie autobusowe wychodzą poza granice miasta, tworząc dogodne połączenia z sąsiednimi miastami. Największą liczbę linii autobusowych w mieście obsługuje Dan Bus Company i Egged.
W zachodniej części miasta znajduje się stacja kolejowa Herclijja. Pociągi jadą do Binjamina-Giwat Ada, Netanji, Tel Awiwu, Lod, Rechowot i Aszkelonu. W mieście jest także port lotniczy Herzlija, wykorzystywany do lotów prywatnych samolotów i nauki latania.

## Miasta partnerskie
- San Isidro, Argentyna
- Gold Coast, Australia
- Tulon, Francja
- Alicante, Hiszpania
- Marl, Niemcy
- Funchal, Portugalia
- Bańska Bystrzyca, Słowacja
- Columbus, USA
- Hollywood, USA
- San Bernardino, USA
- Bursa, Turcja
- Dniepr, Ukraina

### Podróże wirtualne
- Centrum handlowe Herclijji. 3disrael.com. [zarchiwizowane z tego adresu (2012-12-17)].
- The Herzliya Marina. 3disrael.com. [zarchiwizowane z tego adresu (2012-12-17)].
- The Herzliya Marina Dock. 3disrael.com. [zarchiwizowane z tego adresu (2012-12-17)].